# Epafrodit (llibert d'August)
Epafrodit (en llatí Epaphroditus, en grec Ἐπαφρόδιτος) fou un llibert d'August que el va enviar junt amb Gai Proculeu a la reina Cleòpatra per anunciar-li la seva sort. Quan van arribar Marc Antoni acabava de morir.
Els dos enviats van fer presonera a la reina i la van posar sota estricte custodia per evitar el suïcidi o la fugida, però la reina va aconseguir burlar-los i suïcidar-se.